# Werner Schuster (sciatore)
Werner Schuster (4 settembre 1969) è un allenatore di sci nordico ed ex saltatore con gli sci austriaco.

## Biografia

### Carriera sciistica
In Coppa del Mondo esordì il 6 gennaio 1986 a Bischofshofen (79°) e ottenne l'unico podio il 19 dicembre 1987 a Sapporo (2°). Non partecipò né a rassegne olimpiche né iridate.

### Carriera da allenatore
Nel 2007 divenne allenatore capo dei saltatori svizzeri; nel 2008 è passato alla guida della nazionale tedesca.

## Palmarès

### Coppa del Mondo
- Miglior piazzamento in classifica generale: 26º nel 1988
- 1 podio (individuale):
  - 1 secondo posto